# 黃冠斌
黃冠斌（英語：Jerry Wong Kwun Bun，1984年1月20日—），人稱斌仔，香港男主持和演員，曾任職商業電台及香港電台第二台前節目主持、前《東Touch》記者，現為活動司儀。

## 簡介
黃冠斌小學時期就讀油蔴地天主教小學，中學時期就讀喇沙書院，經副學位課程入讀香港浸會大學傳理系。他在廣播界工作已經超過十年，2004年透過《DJ生還者》加入香港電台 ，2006年大學畢業向商業電台自薦成為節目主持，及後擢升為助理監製，2008年重返香港電台，擔任TeenPower和第二台節目主持。他亦曾任東Touch記者。近年，他更向電視界發展，在香港電視網絡電視劇演出及ViuTV擔任主持。
黃冠斌喜愛追求潮流及擅長踏單車，自稱潮童斌和車王斌。他能操流利的廣東話和普通話。他又擔任活動司儀，包括「城市電訊20週年慶祝派對」等。
2019年於香港逃犯條例爭議期間，不少電台唱片騎師，包括黃冠斌都有所表態。於黃冠斌生日當日，他於IG上載了一張相片，相片當中他一手持寫着「願榮光歸香港」的生日黃色蛋糕，另一隻手高舉「黑警死全家」的賀年揮春，結果引來疑似警察及激進親中共派網民報復，於網上討論區發起一人一信投訴活動，最後黃遭解除其於香港電台的節目主持職務，港台機構傳訊及節目標準組總監伍曼儀接受傳媒查詢時亦承認和黃的表態有關。
2021年6月16日，黃冠斌始於網絡電台D100任職節目主持，接替回巢港台的梁繼璋。

## 家庭
黃冠斌的姐姐是現時任職新城電台的節目主持黃思敏。

## 演出作品

### 曾主持或參與製作節目

#### 香港電台

##### TeenPower
- 《Web Js Touch》 （2004年，主持）
- 《暑期習作》 （2004年，主持）
- 《Teenstage》 （2004年，主持）
- 《Web J Show Up》 （2004至2006年，主持）
- 《斌哥哥教踢波》 （2010年，主持）

##### 第二台
- 《TeenPower@R2》 （2004至2005年，主持）
- 《TP新勢力》 （2005至2006年，主持）
- 《輕談淺唱不夜天》 （2004至2006年，主持）
- 《輝遊記》 （2008年，替更主持）
- 《尋常事 認真做》 （2008至2012年，主持）
- 《有冇搞錯》   (2008至2019年，主持）
- 《C Hing 祠堂》 （2019年至2020年，主持）

##### 電視部
- 《贏得樂 玩得喜》 （2011年，主持）

#### 無線電視
- 《香港獨家》 〈2009年7月12日，嘉賓主持〉

#### ViuTV
- 《點相 II 破局》 （2019年，主持之一）

#### 香港開電視
- 《一曲走天涯》 （2020年，主持之一）

#### 商業電台
- 2006年至2008年
  - 《0600 Good Morning》主持
  - 《一切從音樂開始》主持
  - 《6 時恭候》主持
  - 《祝君早安》主持
  - 《雷霆音樂派》主持
  - 《久久久但願人長久》助理監製

### 電視劇

#### 香港電視網絡
- 2014年《來生不做香港人》飾 華
- 2015年《我阿媽係黑玫瑰》飾 阿聰
- 2015年《導火新聞線》飾 賴振超
- 2015年《驚異世紀》飾 友人
- 2015年《三面形醫》飾 楊超雄

#### 獨立電影
- 《愚公爬山》

#### 亞洲電視
- 《感動由你開始》演繹

#### now香港台
- 《Cooking 媽嫲 （第44集）》 嘉賓

#### now觀星台
- 《Feel 純搞作 （第13集）》 嘉賓

## 音樂作品
- 2019年 - C Hing 祠堂 《C Hing 祠堂》主題曲 （與Nowhere Boys、凌梓維、阿一合唱）
- 2019年 - 利物浦 《C Hing 祠堂》插曲 （與凌梓維、阿一合唱）（改編自Supper Moment《大丈夫》）
- 2019年 - 大開殺戒 《C Hing 祠堂》插曲 （改編自陳奕迅《大開眼戒》）

## 書籍
2009年起，與其他港台主持集體出版以下散文集，並參與同年度書展，出席新書簽名會。
- 梁榮忠、黃冠斌、姚婷芝、阿O、Morle：《愛的禮物》
- 梁榮忠、黃冠斌、姚婷芝、阿O、Morle：《愛的禮物 2》
- 梁榮忠、黃冠斌、姚婷芝、阿O、Morle：《Blog Blog 齋》
- 梁榮忠、黃冠斌、阿O、Morle、Eric、黃天頤、的神、超B、阿Lu、紫龍：《全民Blog Blog 齋》
- 梁榮忠、黃冠斌、阿O、Morle、Eric、黃天頤、的神、超B、阿Lu、紫龍、Bear：《潮文Blog Blog齋》
- 梁榮忠、黃冠斌、阿O、Morle、Eric、黃天頤、的神、超B、阿Lu、紫龍、Bear：《情人Blog Blog齋》

## 外部連結
- 黃冠斌 香港電台第二台主持介紹（页面存档备份，存于）
- 黃冠斌 香港電視網絡藝員介紹[]
- 黃冠斌的新浪微博
- 黃冠斌的Facebook專頁
- 黃冠斌的Instagram帳戶